# 무장친위대 인도 의용군단
무장친위대 인도 의용군단(독일어: Indische Freiwilligen Legion der Waffen-SS)은 제2차 세계 대전 당시 독일의 전쟁 포로가 된 영인군 병사들을 주축으로 창설한 부대로, 수많은 무장친위대 산하 외국인 용병부대 중 하나였다. 부대 문양은 벵골 호랑이를 형상화한 것을 사용했다.
처음 이 부대는 육군 소속으로 창설되었다. 인도인 포로들 중에서 반영 감정이 심한 자들로 편성되었다. 그러나, 이 부대는 육군에서 무장친위대로 이관되었고, 무장친위대로 옮겨졌을때, 인도의용여단은 프랑스 보르도 지방 근처의 로카노(Lacanau) 지역의 해안 방어임무를 맡았다. 그 후 그들은 노르망디에 연합군이 상륙한 지 2달이 넘은 후에도 그 곳에 있었다. 노르망디 교두보로부터 연합군이 진격을 시작하고 또 다른 연합군이 프랑스의 지중해 해안으로 상륙할 위험에 따라, 인도여단은 고립될 위험에 처했고,  결국 1944년 8월 15일(같은 날,연합군이 실제로 프랑스 리비에라 해안에 상륙했다)에 여단은 독일로 철수했다. 그들이 열차로 철수하는 도중에 포와티에에서 프랑스 레지스탕스인 프랑스 국내군(FFI, 프랑스어: Forces Françaises de l'Intérieur) 및 마기단로부터 공격을 받았고, 많은 병사들이 사상했다. 프랑스 레지스탕스는 집요하게 여단을 괴롭히며 공격했다. 8월말, 인도여단이 샤트로(Chatrou)를 거쳐 Allier로 다시 이동했을때는 도로를 이용했다.
9월 초에 인도여단은 프랑스 정규군과 맞써싸웠다. 시가전 끝에 인도의용여단은 전투 중 최초로 전사자를 냈다. 알리 칸 중위였다. 인도여단은 밤 사이에 계속 행군하여 Luzy를 거쳐 철수했으나,매복에 걸려 많은 피해를 입었다.
약간의 휴식을 가진 후 며칠 뒤에 인도여단은 Remisemont로 이동했다. 거기에서 알자스 지방의 콜마르를 거쳐 독일의 하게나우 요새 근처의 오베르호펜(Oberhofen)에 도착했다. 1944년 크리스마스 중 여단은 독일 민간인 집에서 숙영했다. 이 무렵 1개 중대가 이탈리아로 보내진 것으로 알려졌는데, 그들이 어떻게 되었는지는 알려져 있지 않다.
인도의용여단은 1945년 3월말까지 헤부르크의 Tr.Ub.Platz에 남아 있었다. 독일 군대의 패배가 확실시 되자 이 인도인들은 중립국 스위스로 피난처를 찾아 보덴세(Bodensee)의 콘스탄스 호수(Constance Lake)를 따라 절망적인 행진을 시작했다. 그러나, 이 시도는 실패로 돌아갔으며, 마침내 여단은 미군과 프랑스군에게 포로가 되었다. 영국군과 인도군으로 인도되기 전에 몇 명의 인도인 병사들이 프랑스군에게 사살되었다는 이야기가 있으나, 확인된 것은 없다.

## 같이 보기
- 영국 자유군단
- 아라비아 자유군단